# Little Big Mom
Little Big Mom, llamado Pequeña gran mamá en España y La pequeña mamá en Hispanoamérica, es el décimo episodio de la temporada N°11 de la serie animada Los Simpson, estrenado en Estados Unidos por la cadena FOX el 9 de enero de 2000. Fue escrito por Carolyn Omine, dirigido por Mark Kirkland, y la estrella invitada fue Elwood Edwards como el Doctor Virtual. En el episodio, Marge se fractura una pierna y debe permanecer en el hospital, por lo que Lisa se hace cargo de la casa. Este fue el primer episodio de la serie en ser estrenado en los años 2000.

## Sinopsis
Todo comienza cuando Marge limpia el ático de la  casa y decide tirar algunas cosas viejas, pero Homer se lo impide, pese a las quejas de Marge de que lo que iba a tirar era solo basura; en ese momento, comienza a mostrarle algunos esquíes que jamás había usado, y que había comprado para unas Olimpíadas de invierno. Para negarle la razón a Marge, Homer decide llevar a toda la familia a esquiar. Estando en el centro de esquí, Marge decide quedarse sentada en lugar de esquiar o practicar snowboard, ya que tenía miedo a lastimarse. Sentada con las piernas estiradas en un salón, sin embargo, un pesado reloj de cuerda cae encima de su pierna, quebrándosela. Pronto Marge es enviada al hospital, y el Dr. Hibbert declara que debe quedarse allí hasta que el yeso recomponga sus huesos rotos.
En ese tiempo, Lisa se ofrece a tomar su lugar, haciendo un estructurado plan para que Homer y Bart la ayuden con las tareas hogareñas. Sin embargo, ninguno de los dos acepta realizar el trabajo doméstico y, cuando Lisa los obliga a hacerlo, lo hacen mal y de muy mala gana. Marge, mientras tanto, disfruta estando en el hospital, ya que recibía atención y masajes, entre otras cosas. Los estilos de vida vagos y dejados de Bart y Homer se veían reflejados en la casa, la que se había desorganizado por completo, y había basura y suciedad por todas partes (excepto en el cuarto de Lisa). En una oportunidad, Lisa llama por teléfono a Marge y le pregunta si podría volver a su casa; ella, sin embargo, disfrutando de estar todo el día acostada sin hacer nada, le dice que todavía estaba muy enferma como para regresar. Lisa, enojada y desesperada, se queja en la soledad de su cuarto, cuando le aparece el fantasma de Lucille Ball, quien le da una idea para vengarse de Bart y Homer. Lucille le sugiere que les haga una ingeniosa broma a los vagos mientras estén durmiendo. Lisa lo hace y, usando pintura verde, avena y pegamento, se las arregla para manchar a su padre y su hermano y les hace creer que tienen lepra. 
A la mañana siguiente, Lisa les dice a Homer y a Bart que tenían lepra por vivir en condiciones insalubres. Lisa espera que esto les haga limpiar la casa, pero ellos, en lugar de eso, van a ver a Ned Flanders para que los ayude. Ned se asusta al ver a Bart y a Homer en su estado de lepra, por lo que los envía a una colonia de leprosos en Molokai, Hawái, en donde se les inyectaban antídotos y se los trataba. 
Una vez que Marge vuelve a la casa ya su pierna curada y dada de alta, ve a Lisa limpiando toda la casa ella sola. La niña, luego de contarle a su madre lo que había hecho, va con ella a Molokai a buscar a Bart y a Homer. Cuando llegan, Lisa les dice que les había jugado una broma y que en realidad no tenían lepra (aunque Homer ya lo sabía, ya que había comido una de sus "llagas"); sin embargo, Homer y Bart deciden quedarse en la paradisíaca isla, ya que eran unas "vacaciones gratis", pese al dolor que debían soportar cuando eran pinchados en la Sala de Agujas Eléctricas.